# Nowa Synagoga w Duisburgu
Nowa Synagoga w Duisburgu (niem. Neue Synagoge in Duisburg) – nowoczesna synagoga, znajdująca się w Duisburgu, przy Springwall 16, wchodząca w skład Żydowskiego Centrum Kulturalnego.
Synagoga została zbudowana w latach 1996–1999, według planów polsko-izraelskiego architekta Zvi Heckera. W budynku oprócz sali modlitewnej znajduje się wiele siedzib żydowskich, instytucji kulturalnych, biblioteka oraz biura. 
Obecnie synagoga służy Żydom z Duisburga, Mülheim an der Ruhr oraz Oberhausen.